# Aïnou des Kouriles
L'aïnou des Kouriles, ou aïnou des Chishima, ou encore aïnou kourilien voire tout simplement kourilien ou kourile (autonyme : аину курил), est un dialecte ou une langue aïnoue désormais éteint et anciennement parlé dans les îles Kouriles et au Sud de la péninsule du Kamtchatka. Il a pu y exister des communautés mixtes aïnou-itelmènes. Les Aïnous kouriliens vivaient principalement de la chasse et de la pêche.

## Histoire
Les Aïnous se sont installés sur les îles Kouriles à la fin de la culture d'Okhotsk. Lors de l'annexion japonaise des Kouriles en 1875, 100 Aïnous environ vivaient sur le Kamtchatka. Le gouvernement japonais a par la suite forcé les kouriliens à s'installer sur l'île de Chikotan en 1884. Certains sont retournés sur leur île natale, mais ils n'ont pas eu l'autorisation de revenir au Japon. Le nombre d'Aïnous kouriliens a fortement diminué. Leur langue aurait disparu elle aussi à ce moment. Les Aïnous restants ont fui vers Hokkaïdo et se sont assimilés à la suite de l'annexion de l'archipel par l'URSS,.
En 1962, Kyoko Murasaki a recueilli le témoignage de quatre Aïnous kouriliens. Parmi eux, deux avaient des parents locuteurs du kourilien, mais leurs enfants ne la parlaient pas, les deux autres ont déclaré être locuteurs de cette langue, mais la professeure n'a pas pu récolter beaucoup d'informations à propos de celle-ci. C'est pourquoi on en sait peu sur le kourilien. Elle déclare la disparition de la langue l'année suivante.
Selon le recensement de Russie en 2010, il ne resterait plus que 109 Aïnous, parlant exclusivement le russe.

## Classification
L'aïnou des Kouriles est une variété de l'aïnou. Il y a un désaccord sur le statut de langue ou de dialecte des parlers aïnous. Shibatani et Piłsudski considèrent ces variétés comme des langues, tandis que Vovin les considère comme des dialectes,,. Les analyses de Hattori ont démontré qu'il y avait eu une première division entre le proto-aïnou de Sakhaline et le proto-aïnou d'Hokkaïdo et des Kouriles. Cette classification a été reprise par Vovin.
Si l'aïnou est considéré comme une seule langue, il s'agit d'un isolat. Au contraire, s'il s'agit d'un groupe de langues, c'est une des familles de langues du monde. Dans les deux cas, aucun lien de parenté avec d'autres langues ou famille de langues n'a été confirmé. 
Il a été proposé que l'aïnou soit une langue altaïque, mais ce regroupement est controversé,,,. Une famille de langues macro-toungouses a été proposée (comprenant les langues toungouses, coréaniques, japoniques et aïnoues). Une connexion avec les langues austroasiatiques a été proposée, mais cette hypothèse en est encore à ses débuts selon Vovin . Des similitudes typologiques ont été relevées avec le quechuan. La théorie d'une relation avec l'indo-européen était anciennement populaire, désormais elle est obsolète,. L'aïnou est parfois inclus dans l'ensemble paléo-sibérien, mais il ne s'agit que d'un regroupement géographique.

## Données linguistiques
La langue kourilienne est très peu décrite. On peut tout de même citer :
- Les chroniques de Stepan Krasheninnikov (Kamtchatka, Poromsir) en 1738
- Une liste de 1900 mots listés par Dybowskii de 1879 à 1882 sur l'île de Choumchou
- Une liste de 700 mots listés par Torii Ryuzo (1899) sur l'île de Chikotan

Certains chercheurs ont remarqué que les kouriliens utilisaient la base 10 au XVIIIe siècle, puis utilisaient la base 20 au XIXe siècle.